# South Barrow
South Barrow – wieś w Anglii, w hrabstwie Somerset, w dystrykcie (unitary authority) Somerset. Leży 45 km na południe od miasta Bristol i 178 km na zachód od Londynu. W 2002 miejscowość liczyła 146 mieszkańców.